# ناحیه بیور کریک، میشیگان
ناحیه بیور کریک (به انگلیسی: Beaver Creek Township) یک منطقهٔ مسکونی در ایالات متحده آمریکا است که در شهرستان کرافورد، میشیگان واقع شده‌است.
 ناحیه بیور کریک  ۱٬۷۳۶ نفر جمعیت دارد و ۳۶۸ متر بالاتر از سطح دریا واقع شده‌است.